# Državna cesta D232
D232 je državna cesta u Hrvatskoj. Ukupna duljina iznosi 65,7 km.

## Naselja
- Sisak
- Čigoč
- Kratečko
- Puska
- Jasenovac